# Людвиг Баварский (1913)
Принц Людвиг Карл Мария Антон Иосиф Баварский (22 июня 1913 — 17 октября 2008) — член баварского королевского дома Виттельсбахов.

## Ранняя жизнь
Принц Людвиг родился во дворце Нимфенбург в Мюнхене (Королевство Бавария). Старший сын принца Франца Баварского (1875—1957) и княжны Изабеллы Антонии фон Круа (1890—1982).
По окончании максимилиановской гимназии в мюнхенском районе Швабинг Людвиг изучал лесное хозяйство в университете Венгрии. В 1939 году, как и большинство немецких мужчин призывного возраста, он был призван в армию, служил в частях горных стрелков. Однако его карьера в немецкой армии была недолгой.
В начале 1941 года Людвиг Баварский был освобожден от всех воинских обязанностей после принятия закона «Prinzenerlass» о запрете членам германских королевских родов участвовать в военных действиях. Последние годы войны Людвиг провёл в Шарваре в Венгрии, где его семья владела замком. В 1945 году его семья бежала из Венгрии и поселилась в замке Лойтштеттен, под городом Штарнберг в Баварии.

## Брак и дети
19 июля 1950 года Людвиг женился на своей двоюродной сестре принцессе Ирмингард Баварской (1923—2010), дочери кронпринца Рупрехта Баварского и принцессы Антонии Люксембургской. Гражданская церемония бракосочетания состоялась в Лойштеттене, а церковная церемония — день спустя в Нимфенбурге. У супругов было трое детей:
- Принц Луитпольд Баварский (род. 14 апреля 1951)
- Принцесса Ирмингард Мария Баварская (род. и ум. 3 января 1953), умерла при рождении
- Принцесса Филиппа Баварская (род. и ум. 26 июня 1954), умерла при рождении

## Поздняя жизнь
После смерти кронпринца Рупрехта Баварского в 1955 году Людвиг и Ирмингард переехали в замок Лойштеттен. Людвиг Баварский был великим приором баварского Ордена Святого Георгия, кавалером Ордена Святого Губерта, а с 1960 года — кавалером Ордена Золотого руна.
95-летний принц Людвиг Баварский умер от пневмонии в замке Лойштеттен 17 октября 2008 года. В среду, 22 октября 2008 года, после мессы он был похоронен в усыпальнице Виттельсбахов в Андексском аббатстве.